# Clarisse de Souza
Clarisse Sieckenius de Souza (* 1957 in Brasilien) ist eine brasilianische Informatikerin. Sie ist Professorin an der Fakultät für Informatik der Päpstlichen Katholischen Universität von Rio de Janeiro (PUC-Rio), wo sie im Bereich der Mensch-Computer-Interaktion forscht und die Theorie des Semiotic Engineering entwickelt hat.
Sie ist die Gründerin der Semiotic Engineering Research Group (SERG) an der Päpstlichen Katholischen Universität von Rio de Janeiro (PUC-Rio).

## Leben
Clarisse Souza erwarb 1979 einen Bachelor-Abschluss in Sprachen mit dem Schwerpunkt Übersetzen-Dolmetschen, 1982 einen Master-Abschluss in portugiesischer Sprache und 1988 einen Doktortitel in Angewandter Linguistik, allesamt an der Päpstlichen Katholischen Universität Rio de Janeiro. Danach kam sie zur Fakultät für Informatik der PUC-Rio, wo sie 2006 Professorin wurde.
Im Laufe ihrer Karriere absolvierte sie verschiedene Praktika für ihre Postdocs und als Gastwissenschaftlerin an amerikanischen und kanadischen Universitäten wie der Stanford University und der University of Waterloo. 1991 begann sie mit ihrer eigenen Forschung über Semiotic Engineering und gründete 1996 die Semiotic Engineering Research Group (SERG).

## Auszeichnungen
- 2010: SIGDOC Rigo Award der Association for Computing Machinery (ACM)[3]
- 2013: Mitgliedschaft in der Academy der Special Interest Group on Computer-Human Interaction (SIGCHI)[3]
- 2014: Mitpreisträgerin des IFIP TC13 Pioneer in Human-Computer Interaction Awards[3]
- 2016: Scientific Merit Award der Sociedade Brasileira de Computação (brasilianische Computergesellschaft)[3]
- Nennung in der Liste bemerkenswerter Frauen in der Informatik[4]

## Ausgewählte Veröffentlichungen
Sie hat Bücher zum Thema „Semiotic Engineering“ veröffentlicht:
- The Semiotic Engineering of Human–Computer Interaction (MIT Press, 2005)
- Semiotic Engineering Methods for Scientific Research in HCI (Morgan & Claypool, 2009 - mit Carla Leitão)
- A Journey through Cultures (Springer, 2012 - mit Luciana Salgado und Carla Leitão)
- Software Developers as Users (Springer, 2016 - mit Renato Cerqueira, Luiz Marques, Rafael Brandão and Juliana Ferreira)